# Thaumalea lindsayorum
Thaumalea lindsayorum är en tvåvingeart som beskrevs av Arnaud och Boussy 1994. Thaumalea lindsayorum ingår i släktet Thaumalea och familjen mätarmyggor.
Artens utbredningsområde är Washington. Inga underarter finns listade i Catalogue of Life.